# 33572 Mandolin
33572 Mandolin è un asteroide della fascia principale. Scoperto nel 1999, presenta un'orbita caratterizzata da un semiasse maggiore pari a 2,5445004 UA e da un'eccentricità di 0,0580579, inclinata di 5,00680° rispetto all'eclittica.